# Hi High
«Hi High» — песня, записанная южнокорейской гёрл-группой LOONA. Была выпущена 20 августа 2018 года в качестве заглавного трека с дебютного мини-альбома [+ +] лейблом Blockberry Creative. Это второй сингл, выпущенный Loona в полном составе группы из 12 человек.

## История создания
Текст сингла был написан Джейден Чон, GDLO и Хван Хён (MonoTree), композиторами выступили Маю Вакисака, GDLO и Хван Хён (MonoTree). По словам Loona, песня «Hi High» имеет двойное значение: это приветствие нового состава группы из 12 человек и в то же время анонс их главной цели — подняться на вершину музыкальной индустрии. Это также можно расценивать как отсылку на вымышленную вселенную LOONAverse, где по задумке живут участницы группы.
Американский журнал Billboard описал «Hi High» как «яркую электро-поп песню с причудливыми битами и синтезатором», а припевы назвал весёлыми. Более того, Billboard также заявил, что музыка в песне «то набирает обороты, то падает», что позволяет услышать особенности вокала каждой девушки. Ежедневная корейская газета Kpop Herald также прокомментировала, что песня «передаёт искрящуюся энергетику группы». Медиа-компания TenAsia также назвала данную песню энергичной. Репортёр Хон Дам Ён в обзоре альбома в The Korea Herald отметил, что ритм «Hi High» очень высокий и постоянно меняется, а вся песня пронизана «живущим темпом и взрывным вокалом». Однако сам текст Хон назвал «главным недостатком» песни из-за некоторых из «глупых мотивов».

## Релиз
Тизер к музыкальному видео был выпущен 17 августа 2018 года. В преддверии выхода альбома также были выпущены различные тизер-фото. 20 августа песня «Hi High» вышла вместе с альбомом [+ +] в качестве заглавного трека.

## Коммерческий успех
Песня заняла 11 место в рейтинге US World Digital Songs Sales. Она стала второй композицией группы, попавшей в данный рейтинг, с момента начала деятельности группы в полном составе.

## Музыкальный клип
Релиз песни сопровождался музыкальным видео, которое было снято продюсерской компанией Digipedi, которая также работала над многими другими предыдущими музыкальными клипами Loona, в том числе над предшествующим релизом Favorite. В красочном клипе участницы Loona, одетые в школьную одежду, бегают и танцуют. В конце видео Хичжин прыгает вверх к небу, что символизирует чувство позитива и энтузиазма.
Видео набрало три миллиона просмотра за три дня, а через восемь дней количество просмотров превысило 10 миллионов.

## Чарт
| Чарт                  | Самая высокая позиция |
| --------------------- | --------------------- |
| США World (Billboard) | 11                    |